# Carlotta Berry
Pour les articles homonymes, voir Berry (homonymie).
Carlotta Berry est une universitaire américaine spécialisée dans le domaine de l'ingénierie. Elle est professeure de génie électrique et informatique au Rose-Hulman Institute of Technology. Elle est codirectrice du programme Rose Building Undergraduate Diversity (ROSE-BUD). Elle est cofondatrice de Black In Engineering et cofondatrice de Black In Robotics.

## Biographie

### Jeunesse et éducation
Carlotta Berry a obtenu un baccalauréat en mathématiques (1992) et en génie électrique (1993) dans le cadre d'un double diplôme entre Spelman College et Georgia Tech. À Georgia Tech, elle a observé la rareté des universitaires femmes afro-américaines au sein du programme d'ingénierie, ce qui a suscité son désir de devenir professeure d'ingénierie pour encourager une plus grande participation des populations sous-représentées dans la profession. Après avoir obtenu son diplôme, elle a travaillé dans l'industrie pour rembourser ses prêts étudiants tout en poursuivant simultanément une maîtrise à la Wayne State University. Elle a obtenu sa maîtrise en systèmes de contrôle de la Wayne State University en 1996, et un an plus tard, elle a quitté l'industrie pour poursuivre un doctorat à la Vanderbilt University. Berry faisait partie du laboratoire de robotique intelligente (IRL) de l'Université Vanderbilt et était conseillée par Kazuhiko Kawamura et Julie Adams. Sa thèse de doctorat portait sur le développement d'une interface humain-robot pour un robot mobile, en particulier l'amélioration de l'interface grâce à la visualisation graphique de la mémoire à court terme du robot.

### Carrière et recherche
Carlotta Berry est professeure de génie électrique et informatique à l'Institut de technologie Rose-Hulman, où ses intérêts académiques incluent la robotique mobile éducative, l'interaction humain-robot, ainsi que le recrutement et la rétention des populations sous-représentées en ingénierie. En 2008, Carlotta Berry et sa collègue Deborah Walter ont créé le programme Rose Building Undergraduate Diversity (ROSE-BUD), qui attire des étudiantes talentueuses, minoritaires et sous-représentées en informatique, en génie électrique, informatique et logiciel grâce à des bourses et à d'autres activités de programmation. Carlotta Berry a également travaillé avec une équipe interdépartementale de professeures et professeurs à Rose-Hulman pour établir un programme de diplôme mineur en robotique multidisciplinaire, pour lequel elle continue d'être codirectrice. Carlotta Berry a été conférencière invitée à plusieurs événements de sensibilisation de Women in Engineering, et elle a écrit des articles pour le New York Times et le magazine ASEE Prism sur ses expériences en tant que professeure d'un groupe sous-représenté.

## Récompenses et reconnaissance
Carlotta Berry a reçu plusieurs prix pour son travail visant à accroître la diversité dans les domaines STEM, notamment le prix Women and Hi Tech Leading Light et le prix INSIGHT Into Diversity Inspiring Women in STEM. En 2020, Berry a été nommée Indiana FIRST Game Changer, ainsi que l'une des «30 femmes en robotique que vous devez connaître» et le prix de l'interview de l'année du Reinvented Magazine. En 2021, Carlotta Berry a été nommée titulaire de la chaire dotée du Dr Lawrence J. Giacoletto pour le génie électrique et informatique. Elle a également reçu le prix TechPoint Foundation for Youth Bridge Builder dans le cadre des prix TechPoint Mira,,.

## Publications sélectionnées
- Carlotta A. Berry, Sekou L. Remy et Tamara E. Rogers, « Robotics for All Ages: A Standard Robotics Curriculum for K-16 », IEEE Robotics & Automation Magazine, vol. 23, no 2,‎ juin 2016, p. 40–46 (ISSN 1558-223X, DOI 10.1109/MRA.2016.2534240, lire en ligne, consulté le 12 juillet 2022).
- Carlotta A. Berry, « Mobile Robotics for Multidisciplinary Study », Synthesis Lectures on Control and Mechatronics, vol. 3, no 1,‎ 31 mars 2012, p. 1–95 (ISSN 1939-0564, DOI 10.2200/S00407ED1V01Y201203CRM004, lire en ligne, consulté le 12 juillet 2022).
- (en) Carlotta Berry, « Mobile Robotics: A Tool For Application Based Integration Of Multidisciplinary Undergraduate Concepts And Research », Robotics in Education Conference,‎ 20 juin 2010, p. 15.877.1–15.877.15 (lire en ligne, consulté le 12 juillet 2022).